# Karl Ludwig Randhan
Karl Ludwig Randhan, auch Carl Ludwig Randhan (* 25. Juli 1787 in Weißenfels; † 13. Mai 1840 ebenda) war ein deutscher Mediziner.

## Leben
Karl Ludwig Randhan wurde als Sohn des Dr. Johann Ehrenfried Randhan (* 1745 in Rötha; † unbekannt) und dessen Ehefrau Johanna Eleonore Böhme (* unbekannt; † 1788) geboren, der als praktischer Arzt in Weißenfels praktizierte. Sein Bruder war Johann Friedrich Randhan (1776–1813), der als Landphysikus (Landarzt) in Weißenfels und Arzt in Langendorf tätig war.
Karl Ludwig Randhan besuchte die Stadtschule in Weißenfels und war später von 1800 bis 1806 auf der Landesschule Pforta in Schulpforte. Er hatte dort Unterricht bei den Magistern Friedrich Gottlieb Gernhard (1772–1831), Adolph Gottlob Lange, Johann Gottlieb Schmidt (1742–1820), Karl Christian Gottlieb Schmidt (1776–nach 1840), und Dr. Karl David Ilgen.
Am 18. April 1806 immatrikulierte er an der Universität Leipzig. Er besuchte dort die Vorlesungen von Johann Georg Rosenmüller, Christian Friedrich Ludwig, Christian Gotthold Eschenbach, Wilhelm Andreas Haase, Karl Gottlob Kühn, Johann Christian August Clarus und Gottlieb Wilhelm Töpelmann (1775–1814). 1809 wurde er Bakkalaureus der Medizin und am 8. März 1811 promovierte er zum Dr. med. unter dem Rektorat des Hofrats Ernst Karl Wieland. Im Anschluss an sein Studium reiste er nach Berlin und Wien, um die dortigen Kliniken aufzusuchen. 1812 kehrte er nach Weißenfels zurück.
Am 14. September 1812 wurde er von der Herzogin Louise Eleonore zu Hohenlohe-Langenburg zum Stadt- und Landchirurgen berufen. Kurz darauf verstarb sein älterer Bruder Johann Friedrich Randhan, der als praktischer Arzt in Weißenfels tätig war und Karl Ludwig Randhan übernahm dessen Praxis. Im darauffolgenden Jahr übernahm er 1813 die Direktion des Militärlazaretts in Weißenfels, das nach Abschluss des zweiten Pariser Friedens vom 20. November 1815 geschlossen wurde.
Karl Ludwig Randhan wurde vom sächsischen König Friedrich August I. am 8. Juli 1813, nachdem er am 19. Mai 1813 die Physikatsprüfung in Leipzig bestanden hatte, zum Amtsphysikus (Amtsarzt) ernannt.
1815 fiel Weißenfels im Ergebnis an den Wiener Kongress und der Teilung des Königreiches Sachsen an Preußen, worauf Karl Ludwig Randhan 1815 erst interimistischer und am 12. April 1820 zum Kreisphysikus ernannt wurde; in der Folgezeit erhielt er die ärztliche Aufsicht über das Landwaisenhaus in Langendorf, das Schullehrer-Seminar in Weißenfels und die Präparanden- und Taubstummenanstalt. In dieser Zeit war er auch an der Gründung der Bade- und Mineralwassertrinkanstalt in Weißenfels beteiligt.
Am 1. November 1812 heiratete er Henriette Liberte, die zweite Tochter des Kauf- und Handelsherren Christian Daniel Warmann in Weißenfels. Gemeinsam hatten sie zwei Töchter:
- Pauline Randhan;
- Louise Randhan.

## Freimaurer
Er war als Meister vom Stuhl langjähriges Mitglied der Weißenfelser Freimaurerloge Zu den drei weißen Felsen.